# VL ピリ
VL ピリ
フィンランド、航空博物館のピリ II （PY-27号機）
- 用途：練習機
- 製造者：フィンランド国営航空機工場（Valtion lentokonetehdas）
- 運用者： フィンランド（フィンランド空軍）
- 初飛行：1939年3月29日
- 生産数：41機
- 運用開始：1941年

VL ピリ（VL Pyry）は、 フィンランド空軍で使用されたフィンランド国営航空機工場（Valtion lentokonetehdas）で製造された木材、鋼材、羽布、ジュラルミンの混合構造の低翼単葉2座の戦闘練習機である。ピリは1939年から1962年にかけて使用された。「pyry」はフィンランド語で「降雪」の意。

## 歴史
フィンランド空軍は1937年に試作機を1機発注し、これはVL ピリ Iと呼ばれ識別番号PY-1が付けられた。
主設計者はアルヴォ・ウリネンで設計チームのメンバーはマルッティ・ヴァイニオ（Martti Vainio）、トルスティ・ヴェッコーラとエドワルド・ウェゲリウスであった。
ピリの初飛行は1939年3月29日に工場のテストパイロットのヨルマ・ヴィサパー（Jorma Visapää）少尉の操縦で行われた。フィンランド空軍は5月に40機を発注し、生産は迅速に進み1941年春には準備が整った。これらの機体は原型に小改良が加えられており、VL ピリ IIと名付けられ、識別番号PY-2からPY-41が付けられた。
ピリは非常に小型の機体で、資材不足のフィンランドの国情から木金混合構造で、胴体は布張り、ほぼ楕円翼の主翼は木製であった。主脚は固定式で、フィンランド空軍で運用された他の機体同様、冬季にはスキーが装着された。失速特製改善のため、数種の別形式の主翼が製作されてテストされたが結果は芳しくなく、テスト機は通常主翼に戻された。後、やはり失速特性改善のために、もともとの主翼先端の前縁にスロットが設けられ、また機首をわずかに延長する改修が行われた。
1941年にピリが最初に配備されたのはカウハヴァ（Kauhava）の空軍学校の部隊だった。ピリは20年間に渡って操縦士達の訓練に使用され、フィンランドの航空機製造で最も成功した1機であった。約700名の操縦士達がピリで訓練を受け、その飛行時間は総計56,000時間以上にも及んだ。ピリの最初の事故は1943年3月にエリッキ・オラヴィ・エーンルート（E.O. Ehrnrooth）少佐が飛行中に荷重を掛けすぎたときに発生、エーンルート少佐はこの事故で死亡した。エーンルート少佐は、フィンランドに到着したばかりのメッサーシュミットBf109G型で新編成された第34戦隊の指揮官となるはずだったが、代わってこの任にはエイノ・アンテロ・ルーッカネン少佐が就いた。
ピリの最後の飛行は1962年9月7日にハルマラ（Härmälä）で行われ、ヴェイッコ・ヒエタミエス（Veikko Hietamies）大尉がPY-1をケイヨ・エリオ（Keijo Elio）少佐がPY-27を操縦した。
現在、ピリ II（PY-27）がヴァンターの航空博物館に展示されており、原型ピリ I （PY-1）もティッカコスキの中央航空博物館に保管されていると言われる。

## 運用
フィンランドフィンランド空軍

## 要目
（VL ピリ）
- 乗員：2名
- 全長：7.70 m (25 ft 3 in)
- 全幅：9.80 m (32 ft 2 in)
- 全高：
- 翼面積：
- 空虚重量：
- 最大離陸重量：1,535 kg (3,380 lbs)
- エンジン：1 × ライト ホールウインド R-975-E3 空冷 星型エンジン、313 kW (420 hp)
- 最大速度：
- 巡航高度：
- 航続距離：
- 上昇率：